# Metro Exodus
Metro Exodus es un videojuego de acción en primera persona desarrollado por 4A Games y distribuido por Deep Silver. Es el tercer título de la serie de videojuegos Metro, basado en las novelas de Dmitry Glukhovsky, y la secuela de Metro: Last Light. El videojuego fue presentado en el E3 2017 y se lanzó el 15 de febrero de 2019, en las plataformas PlayStation 4, Xbox One y Microsoft Windows. El 19 de noviembre de 2019 fue lanzado en Stadia.

## Jugabilidad
Metro Exodus es un videojuego de acción en primera persona con elementos de Horror de supervivencia, exploración y sigilo. El título está ambientado en una era posapocalíptica en Rusia. Nuevamente, el jugador toma el papel de Artyom, un explorador de la facción Sparta, un grupo de soldados de élite entre las diferentes facciones de sobrevivientes del subterráneo moscovita. Con él, el jugador podrá buscar recursos para modificar y mejorar sus armas, teniendo que hacerle frente a bestias mutantes y humanos hostiles en diferentes condiciones climáticas. El juego también contará con un ciclo diurno y nocturno y, aunque ofrecerá libertad para explorar, seguirá teniendo un estilo lineal similar al de sus predecesores. Al igual que su predecesor, Metro: Last Light, el jugador deberá tomar decisiones importantes para salvar a sus compañeros y amigos, teniendo como resultado múltiples finales.
La historia de Metro: Exodus girará en torno a un gran tren, a cuya locomotora se le nombró La Aurora, que actuará como centro neurálgico de la aventura. Con este transporte se podrán recorrer diferentes puntos en el territorio devastado de Rusia, tales como Moscú, un pueblo semisumergido a orillas del Volga, el monte Yamantau y la costa del mar Caspio en Kazajistán, en busca de misiones y objetivos. A medida que avance la partida se le irán agregando nuevos vagones y aparecerán más tripulantes con los que podremos relacionarnos. Ellos nos ofrecerán cumplir algunas tareas secundarias con recompensas en forma de nuevo equipo o puntos de moral. El mapa estará compuesto de varios niveles abiertos que se podrán explorar libremente en busca de misiones opcionales, además de las directamente relacionadas con la historia principal. También habrá un nuevo sistema de economía donde ya no se utilizará la munición como moneda de cambio. En su lugar existirá una amplia cantidad de materias primas y elementos químicos útiles para fabricar una gran variedad de objetos. Las armas de fuego podrán personalizarse con hasta cinco accesorios.

## Sinopsis
Metro Exodus se ubica en el año 2035, un año después de los eventos de Metro: Last Light y continúa la historia de Artyom, el protagonista principal de la serie. Aunque el juego anterior tiene diferentes finales, el título toma en cuenta el final donde Artyom sobrevive.
Moscú ha sido devastada por una guerra nuclear en el año 2013 y muchos de los supervivientes viven en el sistema subterráneo de trenes desde entonces. Tras los acontecimientos ocurridos al final de Metro: Last Light, el búnker D6 logra resistir al ataque que lanzó la facción enemiga, la Línea Roja. 
Tras escuchar una breve transmisión de alguien que parece comunicarse desde fuera de Moscú, Artyom decide salir a la superficie a encontrar más pistas que puedan darle más información sobre la posible existencia de asentamientos fuera de Moscú, esto irrita mucho al resto de la Orden, ya que cada vez que sale a la superficie Artyom vuelve herido e irradiado, y tienen que gastar con él medicina y suministros que podrían usar con gente que de verdad las necesita. Sin embargo, Artyom sigue empeñado en buscar estos asentamientos. En una de sus salidas rutinarias junto con su esposa Anna, Artyom encuentra un tren atravesando Moscú y lo sigue. Al abordarlo encuentra a soldados de la Hansa (otra de las facciones del metro) y a dos civiles que afirman venir de fuera de Moscú, en un momento dado, los soldados mandan bajar a los civiles y se disponen a matarlos, Artyom intenta salvarlos sin éxito y es fusilado por los soldados junto a los civiles, sin embargo sobrevive gracias a una chapa que llevaba colgada al cuello y en la que queda incrustada la bala.
Al despertar, Artyom va tras la Hansa, que tiene secuestrada a Anna y de camino encuentra a Yermak, el conductor del tren, además, desactiva un inhibidor de radio, lo cual revela que todo el tiempo se reciben transmisiones de toda Rusia, lo que significa que, al contrario de lo que pensaban la mayoría de los supervivientes, Moscú no es la única ciudad en la que sobrevivió gente. Tras escapar de la Hansa, Artyom y varios soldados de la Orden se llevan con ellos a Yermak y roban un tren. Empieza entonces un gran viaje por toda Rusia para encontrar un sitio seguro de los mutantes y de la radiación en el que vivir.

## Desarrollo
El juego fue presentado oficialmente mediante un tráiler en la conferencia de Microsoft durante el E3 2017, para PlayStation 4, Xbox One y Microsoft Windows. Andriy Prokhorov, director creativo y cofundador de 4A Games, declaró estar orgulloso de poder desvelar el próximo juego de la saga Metro y agregó: “Metro Exodus lleva tres años en desarrollo en nuestros estudios de Malta y Kiev, y representa nuestro proyecto más ambicioso hasta la fecha”.
Un nuevo tráiler del juego fue estrenado en diciembre de 2017 durante la gala de los The Game Awards. Este avance, además de mostrar nuevas imágenes, sirvió para anunciar que su fecha de lanzamiento sería en otoño de 2018. Sin embargo, en mayo de 2018, se confirmó que su lanzamiento sería retrasado hasta el año 2019.
A través de un reportaje hecho para la revista norteamericana Game Informer, se dieron a conocer diferentes aspectos técnicos con los que contará el juego. Tales aspectos son mejoras en la iluminación respecto a entregas anteriores, plena captura facial para las cinemáticas y un sistema climatológico dinámico que incluye ciclos de día y noche. Además, 4A Games intentará que el juego alcance una resolución 4K nativa para la consola Xbox One X.

## Recepción
Metro Exodus recibió críticas generalmente favorables, según el agregador de revisiones Metacritic.

### Ventas
En su mes de lanzamiento, Metro Exodus reclamó el número dos en las listas de ventas del Reino Unido. Metro Exodus también vendió un 50% más de copias que su predecesor, Metro: Last Light. En Japón, se vendieron aproximadamente 17 513 unidades físicas para PS4 durante su semana de lanzamiento, convirtiéndose en el juego número 7 en ventas de cualquier formato.

## Premios
| Año  | Ceremonia                         | Categoría                       | Resultado | Ref.          |
| ---- | --------------------------------- | ------------------------------- | --------- | ------------- |
| 2017 | Golden Joystick Awards            | Juego más esperado              | Nominado  | [ 20 ]        |
| 2018 | Game Critics Awards               | Mejor juego de PC               | Nominado  | [ 21 ]        |
| 2018 | Game Critics Awards               | Mejor juego de acción           | Nominado  | [ 21 ]        |
| 2018 | Gamescom Awards                   | Mejor juego de acción           | Nominado  | [ 22 ]        |
| 2018 | Golden Joystick Awards            | Juego más esperado              | Nominado  | [ 23 ]        |
| 2019 | Develop: Star Awards              | Mejor arte visual               | Nominado  | [ 24 ]        |
| 2019 | Develop: Star Awards              | Game of the Year                | Nominado  | [ 24 ]        |
| 2019 | Golden Joystick Awards            | Mejor narrativa                 | Nominado  | [ 25 ]        |
| 2019 | Golden Joystick Awards            | Mejor diseño visual             | Nominado  | [ 25 ]        |
| 2019 | Titanium Awards                   | Best Action Game                | Nominado  | [ 26 ]        |
| 2019 | The Game Awards 2019              | Best Action Game                | Nominado  | [ 27 ]        |
| 2020 | 23rd Annual D.I.C.E. Awards       | Rendimiento técnico excepcional | Nominado  | [ 28 ]        |
| 2020 | NAVGTR Awards                     | Gráficos                        | Nominado  | [ 29 ]        |
| 2020 | Pégases Awards 2020               | Mejor juego internacional       | Ganador   | [ 30 ] [ 31 ] |
| 2020 | 16th British Academy Games Awards | Rendimiento técnico             | Nominado  | [ 32 ]        |